# Matt O'Riley
Matthew Sean O'Riley, detto Matt (Hounslow, 21 novembre 2000), è un calciatore danese con cittadinanza britannica, centrocampista del Brighton e della nazionale danese.

## Biografia
È nato ad Hounslow da padre inglese di origini irlandesi e madre danese.

## Carriera

### Club

#### Fulham
Cresciuto nel settore giovanile del Fulham, ha esordito in prima squadra l'8 agosto 2017, in occasione dell'incontro di EFL Cup vinto per 0-2 contro il Wycombe. Il 21 novembre successivo firma il suo primo contratto da professionista con la squadra, valido fino al 2020. Negli anni seguenti, non riesce a trovare spazio in prima squadra, riuscendo a giocare soltanto qualche spezzone nell'EFL Cup. Il 1º gennaio 2020, ha anche esordito in campionato, giocando l'incontro di Championship perso per 1-2 contro il Reading. Scaduto il contratto, decide di non rinnovarlo, rimanendo svincolato.

#### MK Dons
Il 24 gennaio 2021 si trasferisce a parametro zero dall'MK Dons. Due giorni dopo, ha esordito con i Dons, disputando l'incontro di League One perso per 0-1 contro il Charlton. Il 30 gennaio successivo trova la sua prima rete in campionato, nella vittoria per 0-2 ai danni dell'AFC Wimbledon.

#### Celtic
Il 20 gennaio 2022, dopo aver totalizzato 54 presenze e 10 reti tra campionato e coppe nazionali con la maglia dell'MK Dons, viene acquistato dal Celtic, firmando un contratto quadriennale. Sei giorni dopo ha esordito con i Bhoys, disputando l'incontro di Scottish Premiership vinto per 1-2 contro gli Hearts. Il 17 febbraio successivo, esordisce anche nelle competizioni europee, in occasione dell'incontro d'andata della fase a eliminazione diretta di Conference League perso per 1-3 contro il Bodø/Glimt.

#### Brighton
Dopo aver totalizzato 124 presenze e 27 reti con la maglia del Celtic, il 26 agosto 2024 viene ufficialmente ingaggiato dal Brighton, con cui firma un contratto quinquennale.

### Nazionale
Per via delle sue origini, poteva rappresentare Inghilterra, Danimarca e Norvegia. Inizialmente, decide di rappresentare le nazionali giovanili inglesi, prendendo parte ad alcuni incontri con le formazioni Under-16 ed Under-18. Tuttavia, nel 2022, decide di rappresentare la Danimarca, facendo il suo esordio con la nazionale Under-21 del Paese scandinavo.
Nell'ottobre 2023 viene convocato per la prima volta dalla nazionale maggiore danese, con cui esordisce il 20 novembre del medesimo anno nella sconfitta per 2-0 in casa dell'Irlanda del Nord.

## Statistiche

### Presenze e reti nei club
Statistiche aggiornate al 25 maggio 2025.
| Stagione        | Squadra         | Campionato      | Campionato | Campionato | Coppe nazionali | Coppe nazionali | Coppe nazionali | Coppe continentali | Coppe continentali | Coppe continentali | Altre coppe | Altre coppe | Altre coppe | Totale | Totale |
| Stagione        | Squadra         | Comp            | Pres       | Reti       | Comp            | Pres            | Reti            | Comp               | Pres               | Reti               | Comp        | Pres        | Reti        | Pres   | Reti   |
| --------------- | --------------- | --------------- | ---------- | ---------- | --------------- | --------------- | --------------- | ------------------ | ------------------ | ------------------ | ----------- | ----------- | ----------- | ------ | ------ |
| 2017-2018       | Fulham          | FLC             | 0          | 0          | FACup+CdL       | 0+2             | 0               | -                  | -                  | -                  | -           | -           | -           | 2      | 0      |
| 2018-2019       | Fulham          | PL              | 0          | 0          | FACup+CdL       | 0+1             | 0               | -                  | -                  | -                  | -           | -           | -           | 1      | 0      |
| 2019-2020       | Fulham          | FLC             | 1          | 0          | FACup+CdL       | 0+1             | 0               | -                  | -                  | -                  | -           | -           | -           | 2      | 0      |
| Totale Fulham   | Totale Fulham   | Totale Fulham   | 1          | 0          |                 | 4               | 0               |                    | -                  | -                  |             | -           | -           | 5      | 0      |
| gen.-giu. 2021  | MK Dons         | FL1             | 23         | 3          | FACup+CdL       | -               | -               | -                  | -                  | -                  | FLT         | 1           | 0           | 24     | 3      |
| 2021-gen. 2022  | MK Dons         | FL1             | 26         | 7          | FACup+CdL       | 1+1             | 0               | -                  | -                  | -                  | FLT         | 2           | 0           | 30     | 7      |
| Totale MK Dons  | Totale MK Dons  | Totale MK Dons  | 49         | 10         |                 | 2               | 0               |                    | -                  | -                  |             | 3           | 0           | 54     | 10     |
| gen.-giu. 2022  | Celtic          | SP              | 16         | 4          | CS+CdL          | 2+0             | 0               | UCL+UEL+UECL       | 0+0+2              | 0                  | -           | -           | -           | 20     | 4      |
| 2022-2023       | Celtic          | SP              | 38         | 3          | CS+CdL          | 5+3             | 1+0             | UCL                | 6                  | 0                  | -           | -           | -           | 52     | 4      |
| 2023-2024       | Celtic          | SP              | 37         | 18         | CS+CdL          | 5+1             | 1+0             | UCL                | 6                  | 0                  | -           | -           | -           | 49     | 19     |
| ago. 2024       | Celtic          | SP              | 2          | 0          | CS+CdL          | 0+1             | 0               | UCL                | 0                  | 0                  | -           | -           | -           | 3      | 0      |
| Totale Celtic   | Totale Celtic   | Totale Celtic   | 93         | 25         |                 | 17              | 2               |                    | 14                 | 0                  |             | -           | -           | 124    | 27     |
| ago. 2024-2025  | Brighton        | PL              | 21         | 2          | FACup+CdL       | 1+1             | 0+0             | -                  | -                  | -                  | -           | -           | -           | 23     | 2      |
| Totale carriera | Totale carriera | Totale carriera | 164        | 37         |                 | 25              | 2               |                    | 14                 | 0                  |             | 3           | 0           | 206    | 39     |

### Cronologia presenze e reti in nazionale
| Cronologia completa delle presenze e delle reti in nazionale ― Danimarca | Cronologia completa delle presenze e delle reti in nazionale ― Danimarca | Cronologia completa delle presenze e delle reti in nazionale ― Danimarca | Cronologia completa delle presenze e delle reti in nazionale ― Danimarca | Cronologia completa delle presenze e delle reti in nazionale ― Danimarca | Cronologia completa delle presenze e delle reti in nazionale ― Danimarca | Cronologia completa delle presenze e delle reti in nazionale ― Danimarca | Cronologia completa delle presenze e delle reti in nazionale ― Danimarca |
| Data                                                                     | Città                                                                    | In casa                                                                  | Risultato                                                                | Ospiti                                                                   | Competizione                                                             | Reti                                                                     | Note                                                                     |
| ------------------------------------------------------------------------ | ------------------------------------------------------------------------ | ------------------------------------------------------------------------ | ------------------------------------------------------------------------ | ------------------------------------------------------------------------ | ------------------------------------------------------------------------ | ------------------------------------------------------------------------ | ------------------------------------------------------------------------ |
| 20-11-2023                                                               | Belfast                                                                  | Irlanda del Nord                                                         | 2 – 0                                                                    | Danimarca                                                                | Qual. Euro 2024                                                          | -                                                                        | 61’                                                                      |
| 26-3-2024                                                                | Brøndbyvester                                                            | Danimarca                                                                | 2 – 0                                                                    | Fær Øer                                                                  | Amichevole                                                               | -                                                                        | 59’                                                                      |
| 7-6-2025                                                                 | Copenaghen                                                               | Danimarca                                                                | 2 – 1                                                                    | Irlanda del Nord                                                         | Amichevole                                                               | -                                                                        | 80’                                                                      |
| 10-6-2025                                                                | Odense                                                                   | Danimarca                                                                | 5 – 0                                                                    | Lituania                                                                 | Amichevole                                                               | -                                                                        | 72’                                                                      |
| Totale                                                                   |                                                                          | Presenze                                                                 | 4                                                                        |                                                                          | Reti                                                                     | 0                                                                        |                                                                          |

## Palmarès

### Club

#### Competizioni nazionali
- Campionato scozzese: 3

Celtic: 2021-2022, 2022-2023, 2023-2024
- Coppa di Lega scozzese: 1

Celtic: 2022-2023
- Coppa di Scozia: 2

Celtic: 2022-2023, 2023-2024